# Henry Potter
Pour les articles homonymes, voir Potter.
Henry « Harry » Potter (Saint-Louis, Missouri, 4 octobre 1881 - New York, New York, 24 janvier 1955) est un golfeur américain. En 1904, il remporta une médaille d'argent en golf aux Jeux olympiques de St. Louis, dans la catégorie par équipe.